# Michalis Kakojannis
Michalis Kakojannis (řecky Μιχάλης Κακογιάννης, 11. června 1922 Kypr – 25. července 2011) byl řecký filmový režisér, scenárista a producent. Jeho nejznámějším filmem se stal snímek Řek Zorba, filmová adaptace stejnojmenného románu Nikose Kazantzakise.

## Život
Michalis Kakojannis se narodil v Limassolu na Kypru. V roce 1939 byl poslán otcem na studia práv do Londýna. Po jejich dokončení působil v řecké sekci BBC World Service. Později se začal věnovat divadlu jako herec a režisér v londýnském Old Vic. Nedařilo se mu uplatnění v britském filmovém průmyslu a proto se vrátil do Řecka. Zemřel v Aténách ve věku 89 let.

## Filmografie
- 1954 – Kyriakatiko xypnima
- 1955 – Stella
- 1956 – Dívka v černém
- 1957 – Telefteo psemma, To
- 1960 – Eroica
- 1961 – Il Relitto
- 1962 – Elektra
- 1964 – Řek Zorba
- 1967 – The Day the Fish Came Out
- 1971 – The Trojan Women
- 1974 – The Story of Jacob and Joseph
- 1977 – Ifigenie
- 1986 – Sweet Country
- 1993 – Pano kato ke plagios
- 1999 – Višňový sad